# Clifford-Punkt

Clifford-Punkt P mit zugehörigen Dreiecken ABF, ACD, BCE und FDE sowie deren Umkreise

Der Clifford-Punkt  von vier Geraden in allgemeiner Lage ist einer der merkwürdigen Punkte der euklidischen ebenen Geometrie. Er ist verknüpft mit dem Namen des britischen Mathematikers und Philosophen William Kingdon Clifford.
Der Clifford-Punkt wird bestimmt durch den Satz von Clifford:
Sind vier Geraden der euklidischen Ebene gegeben, welche zu je dreien die Seitengeraden eines echten Dreiecks bilden, dann haben die zugehörigen vier Umkreise dieser Dreiecke einen gemeinsamen Punkt.